# نشانگان هاوانا
سندرم هاوانا مجموعه ای از علائم و نشانه‌های پزشکی است که توسط کارمندان سفارت ایالات متحده و کانادا در کوبا گزارش شده و قدمت آن به اواخر سال ۲۰۱۶ و همچنین متعاقباً در برخی از کشورها، از جمله ایالات متحده گزارش شده‌است.
در سال ۲۰۱۷، دونالد ترامپ کوبا را به انجام حملات نامشخص باعث این علائم متهم کرد. ایالات متحده در پاسخ پرسنل سفارت خود را به حداقل رساند. در سال ۲۰۱۸، دیپلمات‌های آمریکایی در چین مشکلات مشابه مشکلات گزارش شده در کوبا را گزارش کردند، همان‌طور که ماموران مخفی سیا که برای مقابله با عملیات مخفی روسیه در کشورهای دیگر با آژانس‌های شریک کار می‌کردند.
مطالعات بعدی در مورد دیپلمات‌های آسیب دیده در کوبا، که در ژورنال JAMA در سال ۲۰۱۸ منتشر شد، شواهدی را نشان داد که دیپلمات‌ها نوعی آسیب مغزی را تجربه کرده‌اند، اما علت آسیب‌ها را مشخص نکرده‌اند. در حالی که اتفاق نظر متخصصی در مورد علت علائم وجود ندارد، یکی از نویسندگان همکار مطالعه JAMA سلاح‌های مایکروویو را «مظنون اصلی» این پدیده دانست. کمیته تخصصی آکادمی‌های ملی علوم، مهندسی و پزشکی ایالات متحده در دسامبر سال ۲۰۲۰ به این نتیجه رسید که انرژی مایکروویو (به‌طور خاص، انرژی پالسی هدایت شده) "به نظر می‌رسد منطقی‌ترین مکانیسم در توضیح این موارد در میان مواردی است که کمیته" هر کدام " علت احتمالی همچنان حدسی است. " سرویس‌های اطلاعاتی آمریکا در مورد علت سندرم هاوانا به توافق یا تصمیم رسمی نرسیده‌اند، اما منابع ناشناس در اطلاعات و دو دولت ریاست جمهوری سوظن را به مطبوعات نسبت به مسئولیت اطلاعات ارتش روسیه ابراز داشته‌اند. بررسی سازمان‌های اطلاعاتی آمریکا در فوریه ۲۰۲۳ نشان داد که شواهدی برای ارتباط این وضعیت با دشمنان آمریکا وجود ندارد.

## کوبا

کوبا

در اوت ۲۰۱۷، گزارش‌هایی مبنی بر اینکه آمریکایی‌ها و کانادایی‌هایی در اواخر سال ۲۰۱۶ در کوبا دچار مشکلات بهداشتی غیرمعمول و غیرقابل توجیهی شده‌اند آغاز شد. تعداد شهروندان آمریکایی که از ژوئن ۲۰۱۸ علائم را تجربه کرده‌اند ۲۶ نفر بود.